# UV Большой Медведицы
UV Большой Медведицы (лат. UV Ursae Majoris) — одиночная переменная звезда в созвездии Большой Медведицы на расстоянии (вычисленном из значения параллакса) приблизительно 9750 световых лет (около 2990 парсеков) от Солнца. Видимая звёздная величина звезды — от +11,5m до +10,2m.

## Характеристики
UV Большой Медведицы — красная пульсирующая полуправильная переменная звезда типа SRA (SRA) спектрального класса M4.